# Phalonidia bassii
Phalonidia bassii es una especie de polilla del género Phalonidia, categorizada en la tribu Cochylini, de la subfamilia Tortricinae.
Fue descrita por Razowski en 1999 y publicada en Acta zool. cracov. 42: 322. Se distribuye por América del Sur: Ecuador, en Baeza, provincia de Napo.